# Janvier de Bénévent
Pour les articles homonymes, voir Saint Janvier, Januarius et Gennaro.
Saint Janvier (San Gennaro en italien ou Januarius en latin), évêque de Bénévent, est un saint martyr reconnu par les traditions catholique et orthodoxe, surtout célèbre pour ses reliques qui sont conservées dans la cathédrale Notre-Dame de l'Assomption, à Naples. Il mourut exécuté en 305 près de Pouzzoles, durant la Grande persécution de Dioclétien.
Saint Janvier est célébré le 19 septembre, et il est l’un des saints patrons de la ville de Naples.

## La vie de saint Janvier

### Les sources
Saint Janvier est évoqué par plusieurs sources anciennes :
– la liste épiscopale de Bénévent ;
– une lettre du prêtre Uranius qui relate la mort de saint Paulin en 431 ;
– une peinture du Ve siècle qui orne sa catacombe à Capodimonte (Naples) et représente le saint nimbé entre deux cierges ;
– sa Passion est décrite dans les Acta Bononiensia (VIe siècle ?) ainsi que dans les Acta Vaticana (IXe siècle ?).
Par ailleurs, Alexandre Dumas a consacré trois chapitres à saint Janvier dans son ouvrage Le Corricolo qui relate le voyage de l’écrivain de Rome à Naples en 1835.

### La légende
Saint Janvier serait né vers 270 à Naples et serait le descendant d’une ancienne famille romaine patricienne, la gens Januari. Il aurait été ordonné prêtre puis élu évêque de Bénévent en 302.
Vers 303-304, au début de la Grande persécution de Dioclétien, deux de ses diacres, Sosius diacre de Misène et Proculus, diacre de Pouzzoles, furent arrêtés avec deux gentilshommes, Eutyche et Acuce et jetés dans les prisons de Cumes par Dragonce (Dragontius), proconsul de Campanie.
En 305, lorsque Constance et Galère succédèrent à Dioclétien et Maximien, Dragonce fut rappelé à Rome et remplacé par Timothée, et les chrétiens emprisonnés à Cumes furent relâchés.
Apprenant cette libération, saint Janvier, qui avait partagé la douleur des prisonniers, quitta son diocèse accompagné du diacre Festus et du lecteur Desiderius pour venir partager leur joie. Ils se rejoignirent dans une église aux environs de Pouzzoles et l’évêque, assisté de Sosius et Proculus y célébrait la messe quand il se fit au-dehors un grand bruit, suivi d’un long silence : une voix lisait le décret de persécution de Dioclétien que Timothée avait remis en vigueur.
À la sortie de l’église, Janvier guérit une de ses parentes paralytique et lui confia les deux burettes qui lui servaient à célébrer la messe ; alors, avec ses compagnons et la foule, il se rendit à Nola lors d’une marche qui parut un triomphe. Mais Timothée l’attendait sur la place de Nola et l’interrogea. Condamné à mort à l’issue de cet interrogatoire, saint Janvier sortit indemne du bûcher où on l’avait précipité ; il fut alors fouetté jusqu'au sang et jeté en prison avec Sosius, Proculus, Eutyche, Acuce, Festus et Desiderius. Puis les sept condamnés furent menés à l’amphithéâtre de Pouzzoles pour être donnés en pâture aux fauves mais les lions, les tigres et les hyènes, bien qu’affamés, se couchèrent à leurs pieds. Timothée, pris d’un coup de sang, en perdit la vue mais Janvier la lui rendit. Devant ce miracle, environ cinq mille des trente mille spectateurs présents demandèrent à être baptisés par le saint ; Timothée, quelque peu agacé, ordonna alors qu’on coupe la tête de Janvier, Proculus et Sosius et rentra dans son palais à Nola.
Les deux diacres furent ainsi décapités le 19 septembre 305 dans le forum proche du volcan Vulcano de Pouzzoles, puis il en fut de même pour Janvier après que le saint eut demandé, ordonné et prié le bourreau, car ce dernier ne trouvait plus de forces pour faire sa funeste besogne ; ainsi revigoré, le bourreau coupa non seulement la tête du saint mais également un de ses doigts. Le bourreau et les hommes de troupe, partis faire leur rapport à Timothée, l’auraient trouvé dans son palais pillé et déserté : le proconsul n’était plus qu’un cadavre informe et pourri. Le bourreau et ses comparses auraient péri asphyxiés par les émanations pestilentielles qu’exhalait le corps de Timothée.
La nuit qui suivit le martyre, la parente paralytique que Janvier avait soignée (la tradition cite sa nourrice Eusébia) recueillit du sang de l’évêque martyr avec une éponge, comme il était d’usage à l’époque, et en remplit les deux fioles qui avaient servi à Janvier à célébrer sa dernière messe, puis elle emmena les ampoules chez elle, à Antignano (it) à Naples. Un aveugle de Pouzzoles à qui saint Janvier avait rendu la vue à l’issue de son martyre récupéra la tête, le corps et le doigt du martyr et les plaça dans un coffre qu’il emporta à l’Agro Marciano (Fuorigrotta) à Naples ; puis, le corps fut ultérieurement transféré dans les catacombes dite de Saint Janvier, toujours à Naples.
Selon la tradition, cela se serait passé le samedi précédant un premier jour de mai au début du IVe siècle. Ce jour-là, sur le chemin de Capodimonte, lorsque la relique passa à Antignano, la femme plaça les ampoules près du corps et le sang desséché du saint se liquéfia. Selon une autre tradition, c’est le pape Jean Ier qui fit placer les restes du saint dans cette catacombe au début du Ve siècle.
Alexandre Dumas a raconté cette histoire, avec de nombreux autres détails, dans le chapitre XIX de son ouvrage Le Corricolo.

## Le culte de saint Janvier
Dans son récit de la vie de saint Paulin, évêque de Nola (353-431), le prêtre Uranius indique que Paulin reçut, la veille de sa mort, la vision de saint Janvier et de saint Martin, évêque de Tours, venus le chercher pour le conduire au ciel.
Dès le début du Ve siècle, les Napolitains vénéraient les reliques de saint Janvier comme l'atteste la peinture d’époque représentant le saint nimbé entre deux cierges, dans les catacombes à Naples.
Saint Janvier vient en tête de la petite centaine de saints patrons que les habitants de Naples se sont donnés. Ceux-ci considèrent que le saint leur a accordé sa protection en 1497 contre la peste de même qu’en 1631, 1698, 1767, 1779… et contre les destructions qu’auraient pu causer les éruptions du Vésuve.

### Les pérégrinations du corps du saint

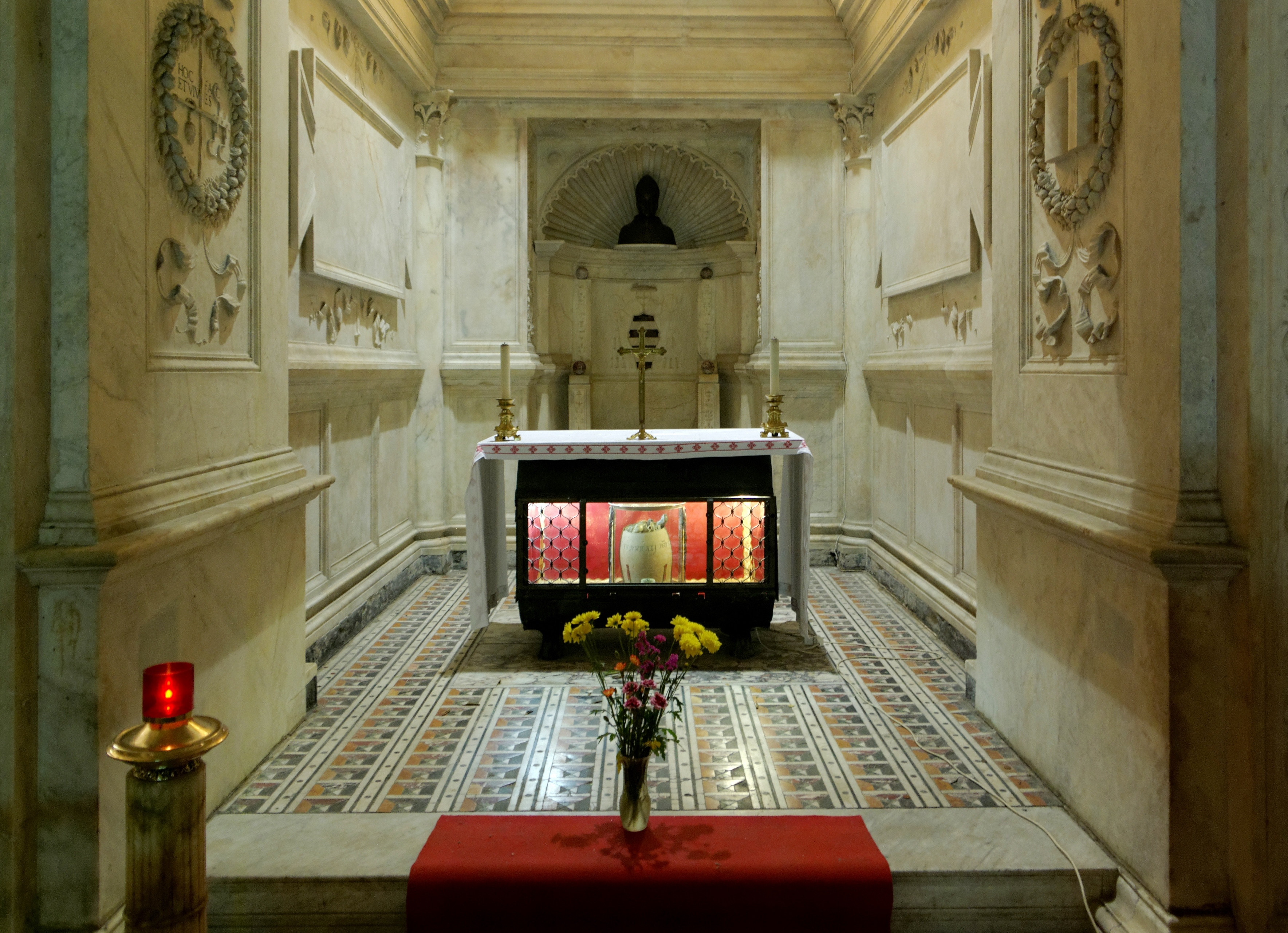
Reliquaire de saint Janvier sous le maître-autel de la chapelle du Succorpo.

La dépouille de saint Janvier fut placée en 306 dans un cimetière de Capodimonte, puis portée au Ve siècle dans des catacombes à Naples qui vont être dédiées au saint évêque martyr.
En 831, Sicon, prince de Bénévent, assiégea Naples et, victorieux, laissa la vie sauve aux habitants car ceux-ci acceptèrent de lui donner le corps de saint Janvier.
À Bénévent, le corps de saint Janvier changea d’église en 1129, puis fut secrètement caché et muré en 1156 sous le maître-autel de l'abbaye de Montevergine à Avellino où on le redécouvrit en 1480 en restaurant l’autel.
En 1490, le roi Ferdinand Ier de Naples ne parvint pas à obtenir du pape Innocent VIII l'autorisation de ramener le corps de saint Janvier dans la cathédrale Notre-Dame de l'Assomption de Naples. Ce n'est qu'en 1497 que le cardinal napolitain Oliviero Carafa obtint du nouveau pape, Alexandre VI, la permission de procéder à la translation ; les reliques entrèrent solennellement dans la cathédrale napolitaine le 13 janvier 1497 et furent déposées dans une urne de bronze dans la chapelle du Succorpo (it), crypte de style Renaissance spécialement aménagée à cet effet par le cardinal Carafa. Sous le maître-autel, la « Confessio de San Gennaro » (appelée aussi Cappella Carafa) abrite toujours les os du saint, à l'exception de son crâne.
En effet, le crâne et les fioles contenant le sang du saint furent transférées dans la chapelle San Gennaro (chapelle de Saint Janvier appelée aussi chapelle du Trésor) dont la construction fut décidée le 13 janvier 1527 par les notables napolitains dans le but d’épargner leur ville de la peste. Cette date voit en effet la conclusion d'un contrat insolite établi devant notaire entre le saint protecteur et le peuple de Naples (représenté par ses notables) qui s’engage à travers lui à constituer un trésor et à lui construire une nouvelle chapelle. Les gardiens de cette chapelle appartiennent à la Députation (Deputazione), institution laïque créée en 1601 et constituée de dix représentants de la noblesse et de deux du peuple.
Le 25 février 1964, le cardinal Alfonso Castaldo fit l'inventaire de l'urne. Un vase de terre qui portait l'inscription calligraphiée « Corpus Sancti Jannuarii Ben EP » contenait des ossements analysés par le professeur G. Lambertini qui établit en 1965 que le squelette correspondait à un homme d’environ 35 ans et d’une taille approximative de 1,90 m.

### La chapelle San Gennaro

#### Les fresques
La chapelle terminée, les notables de la ville décidèrent de l’orner de fresques représentant les principales actions de la vie du saint en faisant appel aux plus grands peintres de l’époque. Mais selon le récit d’Alexandre Dumas (chapitre XXI du Corricolo), les peintres napolitains décidèrent que la chapelle ne serait décorée que par des artistes indigènes et jurèrent que tout rival qui répondrait à l’appel s’en repentirait cruellement :

« Soit qu'ils ignorassent ce serment, soit qu'ils ne crussent pas à son exécution, le Dominiquin, le Guide et le chevalier d’Arpino accoururent ; mais le chevalier d’Arpino fut obligé de fuir avant même d’avoir mis le pinceau à la main ; le Guide, après deux tentatives d’assassinat quitta Naples à son tour : le Dominiquin seul […] n’écouta ni insultes ni menaces, et continua de peindre. […] Lorsqu’un jour il se trouva mal sur son échafaud : on le rapporta chez lui, il était empoisonné.

Alors, les peintres napolitains se crurent délivrés de toute concurrence ; mais il n’en était point ainsi : un matin, ils virent arriver Francesco Gessi qui venait avec deux de ses élèves pour remplacer le Guide, son maître ; huit jours après, les deux élèves, attirés sur une galère, avaient disparu, sans que jamais plus depuis on n’entendit reparler d’eux ; alors Gessi abandonné perdit courage et se retira à son tour ; et l’Espagnolet, Corenzio, Lanfranco et Stanzione se trouvèrent maîtres à eux seuls de ce trésor de gloire et d’avenir, à la possession duquel ils étaient arrivés par des crimes. »

On trouve ainsi les fresques suivantes dans la chapelle :
- Femme guérissant une foule de malades avec l’huile de la lampe qui brûle devant saint Janvier du Dominiquin,
- Résurrection d’un jeune homme du Dominiquin,
- Saint Janvier sortant indemne de la fournaise de l’Espagnolet (José de Ribera),
- Possédée délivrée par saint Janvier de Massimo Stanzione,
- et la décoration de la coupole par Giovanni Lanfranco à laquelle il refusa de travailler tant que les fresques commencées par le Dominiquin aux angles des voûtes ne seraient pas entièrement effacées).

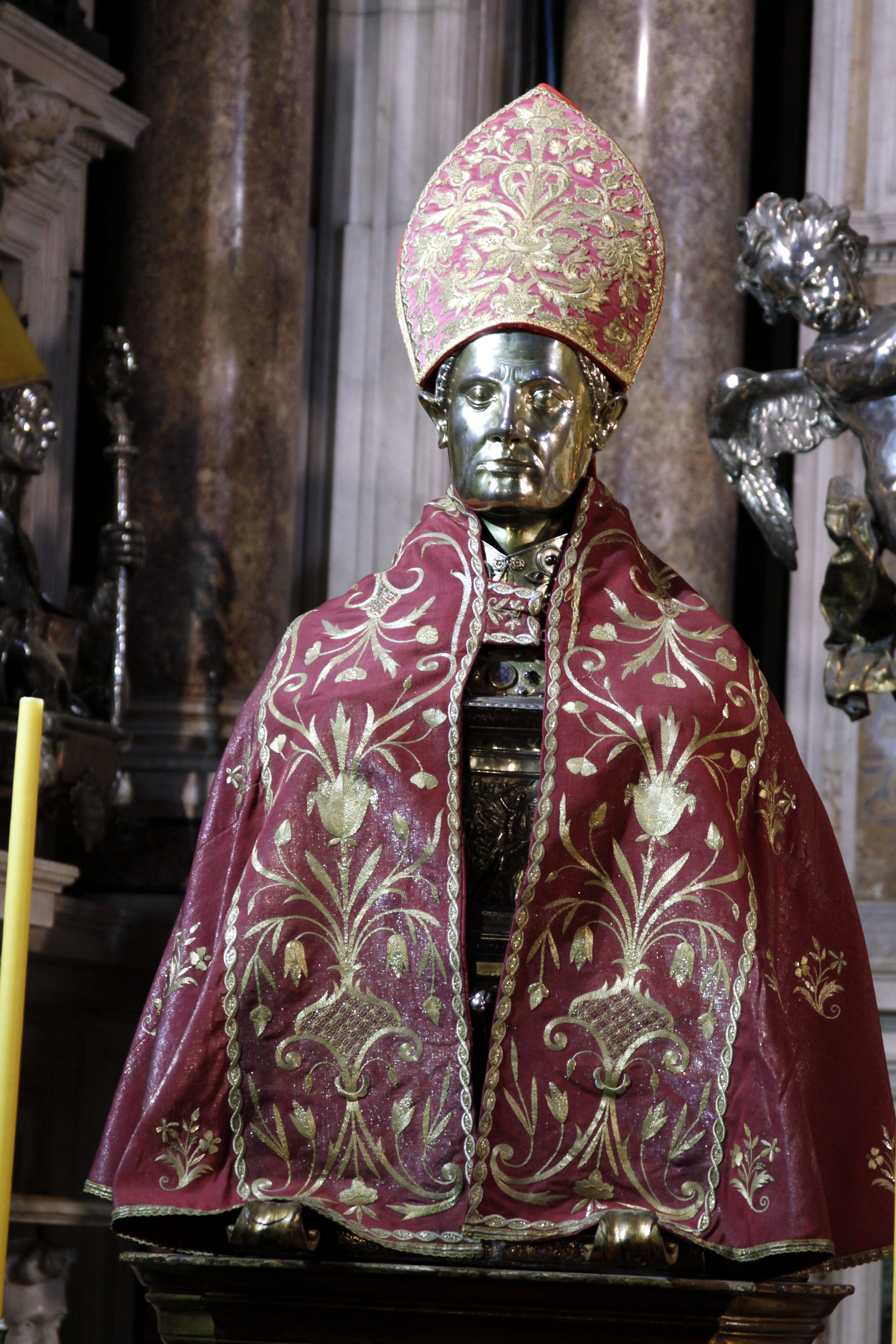
Buste-reliquaire de saint Janvier.

#### Le reliquaire
Les reliques de saint Janvier sont conservées dans une niche qui se trouve derrière le maître-autel de la chapelle séparée en deux par une cloison de marbre : une demi-niche contient les ossements du saint, l’autre un ostensoir en argent offert par Robert d'Anjou et exposant les deux ampoules dans lesquelles, selon la tradition, le sang desséché du saint est collé sur les parois. Cette niche est close par deux portes d’argent massif sculptées aux armes du roi Charles II d'Espagne et fermées par deux clefs dont l’une est gardée par le cardinal archevêque de Naples et l’autre par une compagnie tirée au sort qu’on appelle les Députés du Trésor (de la Deputazione).
Une des fioles en verre est remplie aux 3/4, tandis que l'autre est à moitié vide depuis que la partie supérieure de son contenu a été volée par  le roi d'Espagne Charles III.

#### La «cour» de saint Janvier
Saint Janvier, d’origine patricienne, se devait d’avoir sa cour en tant que saint patron de Naples : il a donc un cortège de saints inférieurs qui reconnaissent sa suprématie et l’accompagnent quand il sort en procession ; ce sont les patrons secondaires de la ville de Naples.
Voici comment se recrute cette armée de saints « courtisans » : toute confrérie, tout ordre religieux, toute paroisse ou tout particulier qui tient à faire déclarer un saint qu’il affectionne patron de Naples (sous la présidence de saint Janvier) doit faire fondre une statue de ce saint en argent massif et d'un poids requis et à en faire don à la chapelle du Trésor de la cathédrale.

## Le miracle de saint Janvier
La légende du saint (voir plus haut) raconte qu’à Antignano, le samedi précédent le 1er jour de mai du début du Ve siècle, lors du transfert de son corps vers sa catacombe, le sang se liquéfia lorsque les deux ampoules contenant le sang desséché furent approchées de sa dépouille par sa parente.
Ce phénomène a ensuite été attesté pour la première fois à Naples le 17 août 1389. À noter que la liquéfaction ne nécessita pas ce jour-là que les fioles soient approchées de la dépouille puisque, de 1156 jusqu’en 1480, celle-ci était secrètement dissimulée sous le maître-autel de l'abbaye territoriale de Montevergine. Depuis, le phénomène se produit régulièrement lors de cérémonies organisées spécifiquement à Naples.
Néanmoins, à ce jour, l’Église ne s’est pas prononcée officiellement sur le caractère miraculeux du phénomène.
Le « miracle » de la liquéfaction du sang de saint Janvier est célébré habituellement trois fois par an :
- le samedi précédant le premier dimanche de mai, date anniversaire du transfert de la dépouille du saint de Fuorigrotta dans sa catacombe à Capodimonte, au début du Ve siècle, où le phénomène se produisit pour la première fois. Cette cérémonie correspond à la procession jusqu'à la basilique Santa Chiara
- le 19 septembre, date anniversaire de son martyre en 305, cérémonie la plus importante dans la cathédrale de Naples qui est alors pleine ;
- le 16 décembre, date anniversaire de l’éruption du Vésuve de 1631 qui fit 4 000 morts mais en épargnant la ville de Naples, cette cérémonie se déroulant dans la chapelle San Gennaro.

### Le cérémonial

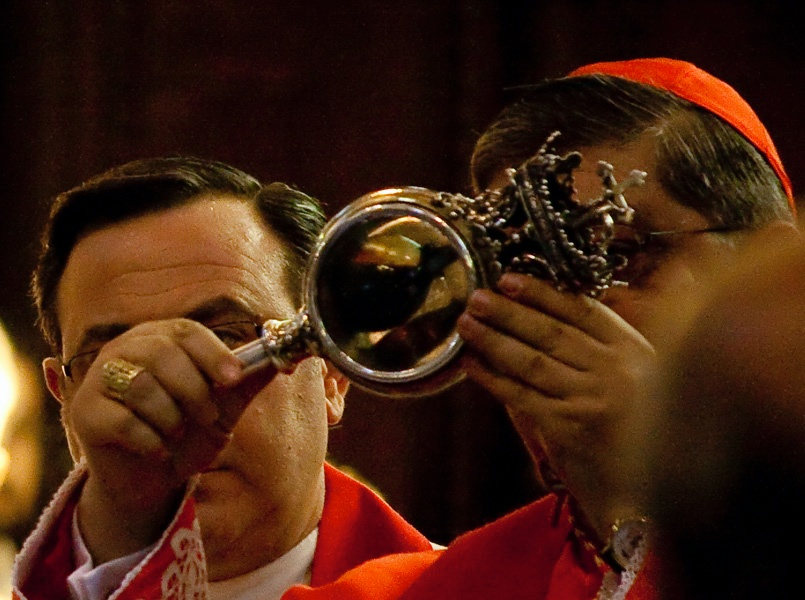
Ostension du sang de saint Janvier par le cardinal-archevêque de Naples Crescenzio Sepe en 2009.

La liquéfaction du sang de saint Janvier fait l’objet d’une cérémonie à la cathédrale de Naples : le sang, contenu dans les deux ampoules hermétiques disposées dans une châsse fait l’objet d’ostensions, face à la foule. La cérémonie se déroule en présence de l'archevêque de Naples, de personnalités de la région et de milliers de fidèles massés dans la cathédrale et sur son parvis.
Généralement au cours des ostensions, le sang se liquéfie - ou même parfois entre en ébullition - en changeant de couleur et de volume (du simple au double), puis les reliques sont précieusement remises sous clefs. En septembre et en mai, la cérémonie se répète huit jours durant.
Si le sang se liquéfie rapidement, c’est le signe que Naples bénéficiera de toutes sortes de bénédictions et c’est la liesse générale dans la ville. Par contre, si le sang tarde à se liquéfier ou ne se liquéfie pas, c’est signe de malheurs à venir pour la ville et le moral des Napolitains s'en ressent.

### Exceptions
Le 6 mai 2000, alors que le cardinal ouvrait la niche pour prendre la châsse contenant les ampoules pour la cérémonie, il constata que le sang était déjà partiellement liquéfié…
Et il existe aussi des cas où la liquéfaction ne s’est pas produite.
Ainsi, récemment en 1976, en dépit de huit jours d’invocations et d’ostensions, le contenu des précieuses ampoules refusa de se liquéfier ; ce fut le cas également en 1849 alors que le pape Pie IX était venu assister à l’événement…
Au printemps 1799, alors que Naples était tombé aux mains des soldats français, le nouveau gouvernement napolitain, installé par le consulat, voulut asseoir son pouvoir en s’en remettant au jugement de saint Janvier ; un non-accomplissement du miracle de la liquéfaction aurait signifié le rejet divin du nouvel ordre républicain instauré par la France.

Le général français Macdonald et son état-major étaient venus assister à la cérémonie.

À six heures du soir, aucune trace de début de liquéfaction ne s’était manifestée et les Napolitains commençaient à vociférer contre les Français. À huit heures toujours rien et le climat tournait à l’émeute. Selon le récit qu’en fait Alexandre Dumas dans le chapitre XXIII du Corricolo, Macdonald voyant l’ambiance s’échauffer se pencha sur un aide de camp et lui dit quelques mots à l’oreille. L’aide de camp… se mêla à la foule des fidèles qui se pressaient pour aller baiser la fiole, arriva jusqu’à la balustrade, se mit à genoux et attendit son tour. 

Au bout de cinq minutes, le chanoine prit sur l’autel la fiole renfermant le sang parfaitement coagulé ; ce qui était, vu l’heure avancée, une grande preuve de la colère de saint Janvier contre les Français, la leva en l’air, pour que personne ne doutât de l’état dans lequel elle était ; puis il commença à la faire baiser à la ronde.

Lorsqu’il arriva devant l’aide de camp, celui-ci, tout en baisant la fiole, lui prit la main. Le chanoine fit un mouvement… Je veux vous dire, de la part du général en chef, reprit l’aide de camp, que si dans dix minutes le miracle n’est pas fait, dans un quart d’heure vous serez fusillé… puis il se leva, et revint prendre sa place près du général. Eh bien ? dit Macdonald. Eh bien ! dit l’aide de camp, soyez tranquille, général, dans dix minutes le miracle sera fait.

L’aide de camp avait dit la vérité : seulement il s’était trompé de cinq minutes. Au bout de cinq minutes, le chanoine leva la fiole en criant : Il miracolo è fatto ! Le sang était en train de se liquéfier.

Mais, finalement, les troupes françaises évacuèrent Naples quelques jours après – le 7 mai – à la suite de l'ordre du Directoire donné le 4 mai : saint Janvier n’avait-il pas eu raison, en fin de compte ? On peut se demander de plus si saint Janvier ne serait pas finalement anti-républicain - ce qui s’expliquerait par ses origines ! - car, en 1849, devant Pie IX, lorsque le sang ne voulut pas se liquéfier, c’était aussi une période où se jouait l’unification républicaine de l’Italie.
Le 21 mars 2015, le cardinal Crescenzio Sepe annonce, exhibant aux fidèles le reliquaire, que le sang s’est de nouveau liquéfié mais « à moitié ». Le pape François, présent à la cérémonie, relève alors avec humour : « On voit que le saint nous aime seulement à moitié. Nous devons tous un peu nous convertir, pour qu’il nous aime davantage  ! »

### La procession

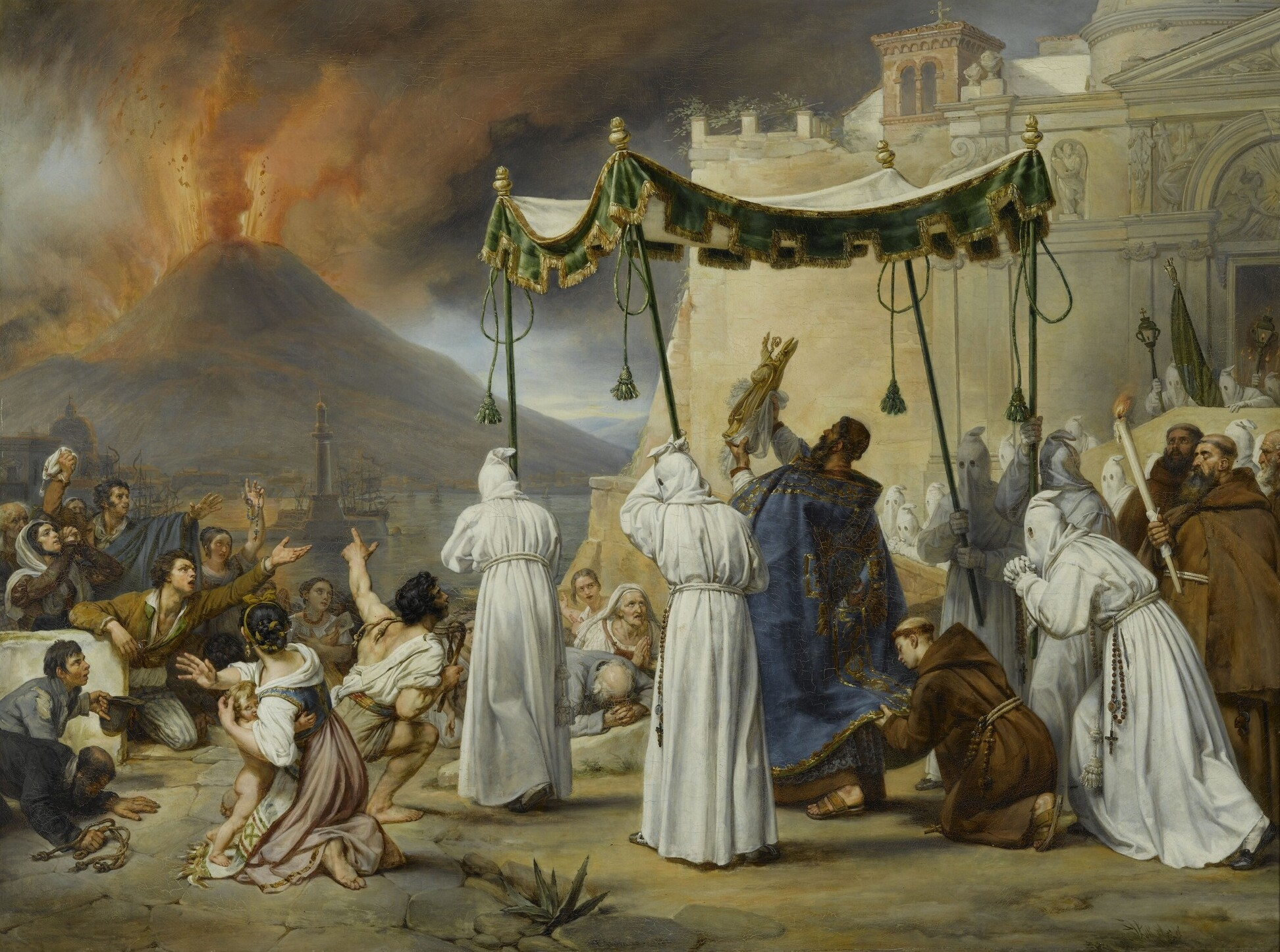
La procession des reliques de saint Janvier en 1822, lors de l'éruption du Vésuve.

Le rituel de la procession de saint Janvier a commencé dès la fin du XVe siècle. Il se déroule à Naples, selon un ordre bien établi. Le cortège se rend de la chapelle du Trésor du Duomo San Gennaro (domicile habituel de saint Janvier) à la cathédrale Santa Chiara - Sainte-Claire - (lieu de culte des rois de Naples). En quelque sorte, Janvier, saint martyr de noble souche, rend régulièrement une visite de courtoisie à ses successeurs temporels.
En 1712 la Députation de la chapelle du trésor de San Gennaro passe commande à l’orfèvre Matteo Treglia, d’une mitre de soie et d'or en l’honneur 
du saint. Constituée de 3 692 pierres précieuses dont 3 326 diamants, 198 émeraudes et 168 rubis, elle est placée sur son buste-reliquaire lors de la procession en avril 1713.
Le cortège est actuellement constitué ainsi : 
- des porte-étendards représentant les chapelles et églises des quartiers de Naples ouvrent la marche ;
- différentes confréries religieuses suivent, portant les statues des saints et des saintes en argent et en or qui constituent « la cour » de saint Janvier ;
- suit ensuite l’archevêque cardinal avec le buste en argent de saint Janvier et le reliquaire abritant les ampoules ;
- les notables suivis de la foule ferment la procession…

La description qu’en fait Alexandre Dumas dans le chapitre XXI du Corricolo laisse cependant à penser que ce bel ordre n’est pas toujours vraiment respecté… En cours de route, les différents saints de la cour de Janvier se dispersent pour aller faire un tour dans leurs quartiers ou leurs paroisses puis rejoignent Santa Chiara où ils s’inclinent en rentrant devant saint Janvier pour lui rendre hommage.
Ces processions se déroulent le samedi précédant le premier dimanche de mai ainsi que le 19 septembre si c’est un dimanche ou le dimanche suivant le 19 septembre lorsque ce n’est pas le cas.
En septembre, la fête de san Gennaro est célébrée par tous les Napolitains du monde, notamment à New York où a lieu une grande parade.

### Du sang qui fait couler beaucoup d’encre…
La liquéfaction du sang de saint Janvier constitue un sujet de controverse : ce n’est pas un miracle véhiculé par une simple tradition orale et auquel on ne peut apporter ni preuve, ni démenti mais au contraire un phénomène bien matériel qui se produit plusieurs fois par an, depuis des siècles et sur demande. Il est donc propice à ce que tout un chacun, des plus grands penseurs aux gazettes locales s’y intéresse passionnément ; ont ainsi, et entre autres, évoqué le miracle de saint Janvier :
- Voltaire (Pensées, Remarques et Observations ; ouvrage posthume, 1802) :

« Il est égal pour le peuple non pensant qu’on lui donne des vérités ou des erreurs à croire, de la sagesse ou de la folie ; il suivra également l’un ou l’autre : il n’est que machine aveugle. Il n’en est pas ainsi du peuple pensant ; il examine quelquefois, il commence par douter d’une légende absurde, et malheureusement cette légende est prise par lui pour la religion ; alors il dit : Il n’y a point de religion, et il s’abandonne au crime. Celui qui doute à Naples de la réalité du miracle de saint Janvier est près d’être athée ; celui qui s’en moque en d’autres pays peut être un homme très religieux. »

- Alexandre Dumas (Le Corricolo, conclusion du chapitre XXI, 1843) :

« Maintenant, que le doute dresse sa tête pour nier, que la science élève sa voix pour contredire ; voilà ce qui est, voilà ce qui se fait, ce qui se fait sans mystère, sans supercherie, sans substitution, ce qui se fait à la vue de tous. La philosophie du dix huitième siècle et la chimie moderne y ont perdu leur latin : Voltaire et Lavoisier ont voulu mordre à cette fiole, et, comme le serpent de la fable, ils y ont usé leurs dents.
Maintenant, est-ce un secret gardé par les chanoines du Trésor et conservé de génération en génération depuis le quatrième siècle jusqu’à nous ? Cela est possible ; mais alors cette fidélité, on en conviendra, est plus miraculeuse encore que le miracle.
J’aime donc mieux croire tout bonnement au miracle ; et, pour ma part, je déclare que j’y crois. »

- Alain (Propos d’économique, 1934) :

« Oui, reprit Castor, … L’argent n’est pas mieux connu que le miracle de saint Janvier. On se hausse pour voir, on raconte ce qu’on n’a pas vu, et les millions vont par centaines. Chacun peut pêcher dans ce fleuve-là.
On ne se lasse pas, dis-je, de laver le sable, dès que l’on a entendu dire qu’on y peut trouver de l’or. »

- Sigmund Freud utilise une allusion au miracle de la liquéfaction du sang de saint Janvier pour mener à bien une de ses analyses (Du mécanisme psychique de la tendance à l’oubli, 1898).

Le fait qu’une substance solide puisse devenir liquide et inversement n’est pas une chose surnaturelle en soi : l'eau, comme d'autres substances, peut se solidifier si on abaisse sa température et redevenir liquide si on la réchauffe (voir les articles fusion et solidification).
Il en est ainsi que toute modification énergétique apportée à une substance peut provoquer de tels changement de phases : ainsi d'une modification de température ou de pression (telle la thixotropie qui peut expliquer la liquéfaction du sang) mais aussi plus généralement de toute modification apportée à l’énergie interne de la substance quelle qu’en soit l’origine…
E. Salverte a donné au XIXe siècle la recette d'une substance qui passe de l'état solide cireux à l'état fluide par une élévation de température, et inversement lorsque la température diminue. Il s'agit de mélanger du blanc de baleine (lipides) teinté d'un colorant rouge pour faire sanguinolent.
Le professeur Henri Broch a reproduit le phénomène dès 1981, il conseille notamment d'enfermer dans une ampoule de l'huile de jojoba ou de coco pour obtenir le même résultat.
Les choses sont plus complexes dans le cas de substances organiques. Ainsi, ce n’est pas en réchauffant du sang desséché qu’on réussira à le liquéfier ; on réussira tout au plus (si l’on s’acharne) à le calciner : le sang s’est desséché parce que de l’eau qu’il contenait s’est évaporée et ce n’est pas en le réchauffant qu’il va la retrouver.
Néanmoins, il est possible de liquéfier du sang coagulé en brisant la fibrine qui emprisonne les globules : la dissolution du sang par de l’alcool ou d’autres substances est une conséquence de ce mécanisme ; mais le sang ainsi dissous ne redevient pas solide dans la même gamme de température et le phénomène ne peut se produire qu'une seule fois. En outre, personne n’a constaté, que le cardinal de Naples injectait de l’alcool ou autre substance dans les ampoules pendant les ostensions.
Tout d’abord, les capsules contiennent-elles vraiment le sang de saint Janvier ? On n’en possède aucune preuve. Une analyse ADN pourrait éventuellement indiquer si les ossements et le contenu des fioles proviennent ou non de la même personne ; mais même si c’était un renseignement intéressant, il ne prouverait ni que les reliques proviennent d’un illustre descendant d’une famille patricienne romaine (qui plus est, évêque et mort en martyr), ni que les fioles contiennent bien de l’hémoglobine de saint Janvier.
En 1989, pour montrer qu’il n’y avait pas de supercherie de sa part, le cardinal de Naples a fait procéder par le professeur Pier Luigi Baima Bollone, directeur de l’Institut de médecine légale de l’université de Turin, à des analyses spectrographiques qui ont montré[réf. nécessaire] que les fioles contenaient bien de l’hémoglobine (cet éminent professeur a également mené des investigations sur le Saint-Suaire) ; cette analyse ne démontre pourtant pas que les fioles ne contiennent que du sang.
Des analyses par spectrographie avaient identifié la présence de sang en 1902 et 1898, mais selon Luigi Garlaschelli de l'université de Pavie, seule une analyse avec un spectrographe électronique moderne permettrait d'évaluer correctement la présence d'hémoglobine ou d'un de ses dérivés.
En 1991, afin de tenter d’expliquer le miracle de saint Janvier, sans courir le risque d’être excommuniés, trois chercheurs italiens ont réalisé l’expérience suivante : préparation d’une solution contenant 25 g de chlorure ferrique hexahydrate dans 100 ml d’eau et ajout lent de 10 g de carbonate de calcium ; après dialyse de 4 jours, la solution est évaporée jusqu’à obtenir un volume de 100 ml. L’ajout de 1,7 g de chlorure de sodium donne un sol brun foncé qui subit une transition sol-gel au bout d’une heure. Par simple agitation mécanique, ce gel se liquéfie et le cycle liquéfaction-solidification est hautement reproductible. Pour cela, ils ont reproduit l’expérience avec du chlorure de fer, de la cendre de bois, du sel de cuisine, de l’eau et du parchemin en guise de membrane de dialyse, ingrédients tous connus et disponibles au Moyen Âge. En fait, l'hypothèse d'une substance à consistance sensible au choc avait déjà été avancée en 1890 par le professeur Albini et reprise en 1949 dans un livre sur la science des colloïdes avec l'expression de « gel thixotrope » pour le sang de saint Janvier.
Les croyants répliquent toutefois que rien ne prouve que les fioles contiennent une telle mixture et les sceptiques leur répondant qu’il n’y a qu’à les ouvrir pour vérifier.
Pour d'autres auteurs qui se sont rendus à la cérémonie du 3 mai 2008, deux conditions devraient nécessairement être remplies pour assister à la liquéfaction du sang du saint : une température-seuil et une contrainte mécanique minimale. Une messe quotidienne a lieu dans la semaine suivant la cérémonie. Les fidèles sont bénis avec le reliquaire et le sang reste fluide pendant toute la semaine. Une agitation même minime retarde la solidification d'un fluide thixotrope.

## Dénomination de saint Janvier en différentes langues
- allemand : Januarius
- anglais : Januarius
- espagnol : Jenaro
- français : Janvier
- italien : Gennaro
- latin : Januarius
- polonais : January
- portugais et brésilien : Januário (contrairement à une erreur répandue, le nom Rio de Janeiro n'a rien à voir avec ce saint, il vient du mois de janvier)
- russe : Святой Януарий
- suédois : Januarius